# Robert Wingfield
Robert Wingfield foi um proprietário de terras inglês do século XVI e ativista puritano que serviu como membro do parlamento (MP) por Suffolk. Ele era o primeiro filho de Anthony Wingfield, que também havia sido parlamentar do distrito eleitoral.